# Vlag van Miyagi

Vlag van Miyagi (ratio 2:3)

De prefecturale vlag van Miyagi bestaat uit een donkergroen vlak met een wit gestileerd hiragana-karakter み [mi] in de vorm van de bladeren van Lespedeza thunbergii, de prefecturale bloem. Het middelste blad staat voor de eeuwige ontwikkeling van de prefectuur, het linkerblad voor de harmonie en samenwerking van de burgers en het rechterblad voor de liefde voor het thuisfront. De prefecturale vlag werd op 15 juli 1966 aangenomen.